# Филатов, Андрей Васильевич
Андре́й Васи́льевич Фила́тов (род. 18 декабря 1971, Кривой Рог, Днепропетровская область) — российский предприниматель, председатель совета директоров инвестиционной компании «Тулома», один из совладельцев компании Globaltrans. Президент Федерации шахмат России (до сентября 2019 года — Российская шахматная федерация), вице-президент Афро-азиатской шахматной ассоциации. Заслуженный тренер России по шахматам, почётный член FIDE. Почётный академик Российской академии художеств.

## Биография
Выпускник Детско-юношеской спортивной школы № 9 в Днепропетровске. Кандидат в мастера спорта СССР по шахматам.
В 1993 году окончил Академию физического воспитания и спорта Республики Беларусь (Белорусский государственный университет физической культуры) по специальности «преподаватель физической культуры и тренер по шахматам».
В 1996 году совместно с партнёрами Константином Николаевым и Никитой Мишиным основал компанию «Северстальтранс» (в 2008 году переименована в транспортно-инфраструктурную группу «Н-Транс»).
Принимал активное участие в разработке и реализации проектов в сфере развития инфраструктуры, в частности, в первом в РФ проекте строительства автодороги по концессионным соглашениям в рамках компании Vinci Concession Russie, совместного предприятия с Vinci SA.
В 2012 году основал Фонд Art Russe для реализации проектов по популяризации русского искусства.
В 2014 году избран президентом Федерации шахмат России.
В 2014 году купил виноградарское хозяйство La Grace Dieu Des Prieurs («Хранимые милостью Божией приоры») в Сент-Эмильоне (Франция, Бордо). Площадь виноградников — 10 га. Плодоносит 60 000 лоз, производительность шато — 35 000 бутылок вина в год.
В 2015 году за большой вклад в развитие и популяризацию российского и советского искусства удостоен звания почётного академика Российской академии художеств.
В 2016 году за вклад в развитие межнациональных связей между Россией и Францией награждён Орденом Почётного легиона.
В мае 2016 года за заслуги в развитии физической культуры и спорта награждён медалью ордена «За заслуги перед Отечеством» II степени.
В декабре 2017 года Филатов и партнёры продали пакеты в Global Ports группе «Дело» Сергея Шишкарева. Общая сумма сделки — $235 млн.
В апреле 2019 года за успешное выступление сборной России на чемпионате мира по быстрым шахматам и блицу в Санкт-Петербурге награждён орденом Дружбы, в апреле 2021 года за успешное выступление сборной России на первой Всемирной шахматной онлайн-олимпиаде — орденом Почёта.
В декабре 2021 года стал первым обладателем новой награды — почётной грамоты ФИДЕ. 28 декабря 2021 года на Генеральной ассамблее ФИДЕ в Варшаве единогласно избран почетным членом организации.
11 апреля 2024 года награждён орденом Александра Невского "за большой вклад в развитие и популяризацию отечественного шахматного движения".
Член Экономического совета французских и российских предприятий Франко-российской торгово-промышленной палаты (CCIFR).
Входит в попечительский совет Валаамского монастыря.

## Оценка состояния и активы
Основной актив — ООО "Инвестиционная компания «Тулома». Также совладелец частной железнодорожной группы Globaltrans и один из акционеров ООО «Трансойл» (7 %).
В октябре 2015 года объявил о консолидации своих личных активов (кроме «Трансойла» и Globaltrans) в рамках инвесткомпании «Тулома», специализирующейся на инвестировании в российские предприятия и акции. В инвестиционный портфель «Туломы» вошли доли в Coal Mining Investments Ltd., ООО «Фабрикант.Ру», ООО «Псковнефть-Терминал», девелоперских проектах ООО «Волго-Окская инвестиционная компания», ООО «Пушкин», ООО «СтройинжинирингДевелопмент», акции ОАО «ФосАгро», ОАО «НОВАТЭК», «МегаФон», ПАО «Лукойл», ОАО «Сургутнефтегаз», ПАО "ГМК «Норильский никель».
Журнал «Финанс» в начале 2011 года оценил состояние Филатова в $ 0,92 млрд.
В российской версии журнала Forbes в рейтинге крупнейших бизнесменов России в 2011 году занял 93 место с состоянием в $ 1,1 млрд, в 2012 — 73 место.
В мировом рейтинге Forbes 2012 года состояние Филатова было оценено в $ 1,3 млрд (960 место в мире).
В ноябре 2017 года вошёл в проект по разработке на условиях СРП одного из крупнейших газовых месторождений Узбекистана «25 лет Независимости» (запасы газа оцениваются в 100 млрд кубометров, доля Филатова в проекте 37,5 %).
19 октября 2018 года Филатов и председатель правления АО «Узбекнефтегаз» Бахром Ашрафханов подписали дополнительное соглашение о создании единого инвестора и коммерческих условиях освоения месторождения «25 лет Независимости».
Вошёл в рейтинг журнала Forbes «200 богатейших бизнесменов России 2021», где занял 145 место с состоянием $850 млн.

## Общественная деятельность
В память о своём первом шахматном тренере Александре Валериановиче Синицыне основал международный детский шахматный фестиваль «Мемориал Синицына». Начиная с 2001 года, турнир ежегодно проводится в Днепропетровске.
Профинансировал восстановление надгробного памятника в Париже первому русскому чемпиону мира по шахматам Александру Алехину.
Член Экономического совета французских и российских предприятий Франко-российской торгово-промышленной палаты (CCIFR)
.
По инициативе Филатова во Франции реализован ряд социальных проектов и мероприятий, направленных на содействие культурному обмену между двумя странами. В том числе в рамках издательского проекта «Россия и Франция» переведены на французский язык и переданы в фонды публичных и академических библиотек Франции ряд знаковых литературных и исторических произведений русских авторов.
Инициатор и спонсор проведения в Москве матча за звание чемпиона мира по шахматам 2012 года между Борисом Гельфандом (Израиль) и Вишванатаном Анандом (Индия). Матч прошёл с 10 по 31 мая в Инженерном корпусе Государственной Третьяковской галереи при поддержке Российской шахматной федерации. Идею о проведении матча в одном из крупнейших московских музеев объяснил тем, что это «будет способствовать в том числе популяризации российской культуры за рубежом, учитывая огромный международный интерес к событию».
4 марта 2013 года Филатов и председатель Экономического совета французских и российских предпринимателей CCIFR Геннадий Тимченко подписали соглашение с Государственным Русским музеем об оказании поддержки музею в осуществлении программ и проектов, направленных на сохранение культурного наследия России и популяризацию русского искусства за рубежом.
Был инициатором и спонсором международного шахматного турнира Мемориал Алехина, который прошёл с 21 апреля по 1 мая 2013 года. Первая часть турнира прошла в Париже (Лувр), вторая — в Санкт-Петербурге (Михайловский замок Русского музея). Участие в турнире приняли чемпион мира Вишванатан Ананд, Борис Гельфанд, российские шахматисты Владимир Крамник, Пётр Свидлер, Никита Витюгов, а также сильнейшие шахматисты из Франции, Великобритании, Армении и Китая. Победителем стал Левон Аронян.
1 февраля 2014 года на XXII съезде Российской шахматной федерации был избран президентом РШФ.
С 2014 по 2018 год занимал пост вице-президента FIDE (World Chess Federation/Международная шахматная федерация). На пост был избран 13 августа 2014 года конгрессом FIDE в норвежском городе Тромсё. Участие в голосовании приняли представители 148 стран. За Филатова было отдано 98 голосов. Впервые в истории кандидат от России выбирался голосованием.
На средства Филатова был полностью отреставрирован Музей шахмат на Гоголевском бульваре в Москве, открытый для посетителей с 25 сентября 2014 года.
C января 2016 года старший тренер мужской сборной России по шахматам. В сентябре 2016 года сборная завоевала бронзовую награду на Всемирной шахматной олимпиаде в Баку, в июне 2017 года — серебро на командном чемпионате мира в Ханты-Мансийске, в октябре 2018 — бронзу на Всемирной шахматной олимпиаде в Батуми, в 2019 году — золото на командном чемпионате мира в Астане.
В сентябре 2016 года получил звание старшего тренера ФИДЕ.
3 февраля 2018 года на XIII съезде Российской шахматной федерации был переизбран президентом РШФ на второй срок.
В августе 2020 года сборная команда России стала победителем первой в истории шахматной онлайн-Олимпиады ФИДЕ, в сентябре 2021 года выиграла вторую онлайн-олимпиаду.
21 апреля 2022 года присвоено звание "Заслуженный тренер России" .
17 декабря 2022 года был вновь переизбран президентом Федерации шахмат России.
15 мая 2023 года избран вице-президентом Афро-азиатской шахматной ассоциации .

## Личная жизнь, увлечения
С детства увлекается шахматами. Участвовал в турнирах школьных команд "Белая ладья".
Коллекционирует произведения русского искусства — живопись, графику, скульптуры. Любимый художник — Виктор Попков.
В 2014 году стал владельцем виноградарского хозяйства La Grace Dieu Des Prieurs („Хранимые милостью Божией приоры“) в Сент-Эмильоне (Франция, Бордо). К модернизации шато (закончена в 2017 году), были привлечены энолог-консультант Луи Митжавиль и архитектор, лауреат Притцкеровской премии Жан Нувель. С 2017 года вино производится под брендом Art Russe, а в оформлении этикеток для бутылок используются репродукции картин из коллекции фонда Art Russe, основанного Филатовым.
В марте 2021 вино шардоне Elena производства Chateau La Grace Dieu des Prieurs стало победителем междуродного конкурса дизайна Red Dot Award в номинации „Промышленный дизайн“ в категории „Упаковка напитков“.
В июне 2022 года упаковка Wine and chess („Вино и шахматы“), созданная по дизайнерской идее Филатова, получила приз престижного международного конкурса A’Design Award and Competition со штаб квартирой в г. Комо (Италия) в категории „Дизайн упаковки“.
Женат, восемь детей.

## Фонд Art Russe
В 2012 году основал художественный фонд Art Russe (изначально — Арт-фонд семьи Филатовых), основная задача которого популяризация русского и советского искусства для международной аудитории посредством организации выставок, поддержки просветительских проектов и издательской деятельности.
В собрании Фонда Art Russe около 400 работ русских и советских мастеров, включая произведения таких художников как Май Данциг, Константин Коровин, Гелий Коржев, Вера Мухина, Виктор Попков, Аркадий Пластов, Николай Рерих, Виктор Серов, Николай Фешин. Основу коллекции Art Russe составляют работы периода 1917—1991 гг., в разные годы вывезенные за пределы России и впоследствии приобретённые Фондом. В частности, в собрании Фонда находится ранняя версия известной картины Фёдора Решетникова „Опять двойка“.
В издательской серии Art Russe опубликованы монографии „Виктор Попков: гений русской души“ (автор Петр Козорезенко-младший), „Фешин“ (автор Галина Тулузакова), „Май Данциг“ (автор Петр Козорезенко-младший).
В разные годы Фонд выступил организатором международного проекта „Виктор Попков. Гений русской души“ (Москва-Венеция-Лондон), первой на Ближнем Востоке выставки русского искусства в Абу-Даби, экспозиции „Наследие Второй мировой войны в русском искусстве“ в Лондоне и других.
Постоянная галерея работ из собрания Фонда Art Russe работает в музейном комплексе Бьюли (графство Хэмпшир) и является первой постоянной экспозицией русского искусства на территории Великобритании.

## Санкции
23 февраля 2024 года Филатов включён в санкционный список Канады против «ключевых элементов прямой и косвенной поддержки полномасштабного вторжения России в Украину». Ранее, 19 октября 2022 года, Филатов был включён в санкционный список Украины как ответственный «за материальную или финансовую поддержку действий, которые подрывают или угрожают территориальной целостности, суверенитету и независимости Украины».

## Публикации
Автор и соавтор публикаций, в том числе:
- Статья в журнале // „Europe Échecs“
- Статья в журнале // „64 — Шахматное обозрение“, № 12 декабрь 2012
- Статья в журнале Tatler, март 2019

## Интервью
- Андрей Филатов „Шахматы — уникальный и очень недорогой инструмент продвижения страны“// Коммерсант, 4 мая 2012
- Интервью Андрея Филатова корреспонденту газеты „РБК daily“ „РБК daily“
- Интервью Андрея Филатова радиостанции „Голос России“ „Голос России“
- „Мировая игра“. Интервью Андрея Филатова газете „Завтра“//Завтра, 30 мая 2012
- Интервью Андрея Филатова радиостанции „Голос России“ „Голос России“
- Интервью Андрея Филатова телекомпании CNN//CNN, 24 ноября 2012
- Интервью Андрея Филатова газете „Спорт-Экспресс“ //Спорт-Экспресс, 12 декабря 2012
- Филатов планирует открыть музей советского искусства за границей //РИА Новости, 16 января 2013
- Архивировано 27 сентября 2013 года. Совладелец Н-Транса хочет строить дороги и покупать локомотивы // ИА „Рейтер“, 26 сентября 2013
- Андрей Филатов „Левая эстетика набирает мощь“ //The Art Newspaper Russia, № 9, ноябрь 2013
- Андрей Филатов: „Начну с музея шахмат“ //Спорт-Экспресс, 7 февраля 2014
- Андрей Филатов: „Детские чемпионаты России хотим проводить в Сочи“ //Новости шахмат, 17 апреля 2014
- Андрей Филатов: „Я хочу представить в Лондоне произведения великого русского искусства“ //Коммерсантъ, 4 июня 2014
- Интервью Андрея Филатова организаторам финального турнира „Большого шлема“ 05.08.2014
- Андрей Филатов: „В Тромсе Россия победила на всех фронтах“ // Спорт-Экспресс, 15 августа 2014
- Андрей Филатов: „Шахматы — эффективный способ борьбы с наркоманией“ // ИТАР-ТАСС, 21 августа 2014
- Андрей Филатов: „Форбс“ меня переоценивает» // Спорт-Экспресс, 22 мая 2015
- Андрей Филатов: «Шахматы — великая обучающая игра»// Аэрофлот Premium, № 10, октябрь 2015
- Совладелец Н-Транса сложит активы в инвесткомпанию Архивная копия от 4 марта 2016 на Wayback Machine // ИА «Рейтер», 20 октября 2015
- Андрей Филатов: «После нашей победы все встало на свои места» // Спорт-Экспресс, 22 ноября 2015
- Андрей Филатов: «Мы должны привести шахматы на телевидение» // Спорт-Экспресс, 24 декабря 2015
- Глава РШФ Филатов: «Главные цели — победы в турнире претендентов и на олимпиаде» // АСН «Р-Спорт», 13 января 2016
- Интервью Андрея Филатова телеканалу Матч ТВ // Матч ТВ, 3 марта 2016
- Андрей Филатов: «Карлсен боится Карякина. Я в этом уверен» // Спорт-Экспресс, 13 апреля 2016
- Андрей Филатов: «Мы только в начале большого пути» // Спорт-Экспресс, 27 мая 2016
- Андрей Филатов: «Мой тренерский дебют считаю успешным» // Спорт-Экспресс, 15 сентября 2016
- Андрей Филатов: «Шансы Карякина такие же, как у Трампа» // Газета.ру, 11 ноября 2016
- Андрей Филатов: «Основная задача — популяризация шахмат» // Спорт-Экспресс, 29 января 2017
- Андрей Филатов: «На Олимпиаде гимн споют болельщики!» // Спорт-Экспресс, 12 декабря 2017
- Андрей Филатов: «Карякину надо сконцентрироваться на шахматах» // Известия, 3 мая 2018
- Андрей Филатов: «Наша главная цель — максимальное количество медалей для всех команд» // ТАСС, 27 февраля 2019
- В Байсуне появится новый газохимический комплекс // Сайт президента Узбекистана, 30 апреля 2019
- Андрей Филатов: «Шахматные итоги 2019 года вдохновляют» // Спорт-Экспресс, 15 января 2020
- Из России с искусством // RT, 3 июня 2020
- Андрей Филатов: «В трудное время шахматы использовали свои естественные преимущества»//Спорт-Экспресс, 9 сентября 2020
- «В пандемию интерес к шахматам вырос, а не упал». Андрей Филатов — об итогах года//Спорт-Экспресс, 25 декабря 2020

## Награды
- Юбилейная медаль «300 лет Российскому флоту» (1997 год)
- Почётная грамота Президента Российской Федерации (21 января 2011 года) — за активное участие в подготовке передачи гюйса (флага) крейсера «Варяг» Республикой Корея Российской Федерации[66]
- Орден преподобного Серафима Саровского III степени (25 июня 2013 года)
- Награда «The Moscow Times Awards» (10 декабря 2013 года)[67]
- Памятная медаль ЮНЕСКО «Пять континентов» (26 мая 2015 года)[68]
- Лучший спортивный менеджер 2014 года по версии Клуба любителей истории и статистики спорта (КЛИиСС)[69]
- Орден Почётного легиона (2 марта 2016 года, Франция)[70]
- Медаль ордена «За заслуги перед Отечеством» II степени (14 мая 2016 года) — за заслуги в развитии физической культуры и спорта и многолетнюю добросовестную работу[6]
- Бронзовая медаль в составе мужской сборной России по шахматам (тренер) на 42-й Всемирной шахматной олимпиаде в Баку (2016) и на 43-й Всемирной шахматной олимпиаде в Батуми (2018)
- Серебряная медаль в составе мужской сборной России по шахматам (тренер) на Командном чемпионате мира ФИДЕ в Ханты-Мансийске (2017)[71]
- Орден Дружбы (1 апреля 2019 года) — за успешное выступление сборной команды Российской Федерации по шахматам на чемпионате мира по быстрым шахматам и блицу в 2018 году в Санкт-Петербурге[72][73].
- Орден Почёта (6 апреля 2021 года)[74]
- Золотая медаль ФИДЕ за победу команды России на первой Онлайн-олимпиаде ФИДЕ в 2020 году (6 мая 2021 года)[75]
- Золотая медаль ФИДЕ за победу команды России на второй Онлайн-олимпиаде ФИДЕ в 2021 году[76]
- Медаль Николая Озерова за большой личный вклад в развитие шахмат (5 октября 2022 года)[77]
- Юбилейная медаль Министерства спорта РФ, посвящённая столетию образования государственного органа управления в сфере физической культуры и спорта (12 декабря 2023 года)[78]
- Орден Александра Невского (11 апреля 2024 года) — за большой вклад в развитие и популяризацию отечественного шахматного движения[79][80]